# Katastrofen på Haderslev Dam
Katastrofen på Haderslev Dam skete onsdag den 8. juli 1959 17:30, da turbåden P840 Turisten var på vej mod Haderslev fra Damende og forulykkede ud for Damager kirkegård. Selvom den kun var godkendt til 35 passagerer, medbragte man 93 – heraf døde de 57. Katastrofen på Haderslev Dam var sidste århundredes næststørste ulykke i Danmark – kun overgået af forliset af Hans Hedtoft ved Grønland, der mindre end seks måneder før havde kostet 95 menneskeliv.

## Ulykken
Dambåden Turisten sejlede mellem Haderslev og Restaurant Damende. På Haderslev Dam ud for Damager Kirkegård fik Turisten motorstop. Bådens fører, restauratør Hans Riistofte fra Damende, lavede en nødløsning med overskårne gummislanger fra en reservedunk; men disse gik løs, og benzinen sprøjtede ned på den varme motor, hvorefter der lød en voldsom eksplosion. Ilden bredte sig med lynets hast, og med et var Turisten omspændt af flammer, og der opstod panik blandt passagerne. Bådføreren forsøgte at styre båden ind på lavt vand; men mange af passagerne hoppede overbord, hvad enten de kunne svømme eller ej.
På trods af, at de fleste kunne bunde på det lave vand i dammen, druknede i alt 37 mennesker og 20 døde af forbrændinger. Mange mennesker gik helt i panik over pludselig at befinde sig i flammerne, og de trak nærmest hinanden ned under vandet, i forsøget på at komme så hurtigt væk fra båden som muligt. Af bådens 93 passagerer omkom 54 ved ulykken, mens 3 senere døde af deres forbrændinger.
Denne ulykke betød, at det fremover blev forbudt at anvende benzinmotorer til passagerbåde.
23 mennesker blev efterfølgende hædret af Carnegiefonden for deres redningsindsats.

### Retsforfølgelse
Dambådens fører og ejer, restauratør Hans Otto Georg Riistofte, blev ved retten i Haderslev i januar 1960 idømt otte måneders fængsel og frakendt retten til at føre skib for bestandig. Hans Riistofte blev dømt for overtrædelse af straffelovens paragraf 241 omhandlende uagtsomt manddrab og overtrædelse af forskellige bestemmelser angående skibes bygning og udstyr.
Retten fandt, at Hans Riistofte under sejladsen fra Damende til Haderslev ved en grov fejl i tjenesten havde forvoldt bådens brand og derved uagtsomt havde forvoldt andres død. Selv om båden kun var godkendt til befordring af 35 passagerer og kun medførte godkendt redningsmateriel til 35 personer samt omkring 25 ikke-godkendte redningsbælter, var der 93 passagerer med. Da bådens motor gik i stå, koblede han en gummislange til en dunk med benzin og så til motoren. Han blev hjulpet af en passager, der senere omkom i branden.
Hans Riistofte blev dømt for ved den lejlighed ikke at have holdt brændstofledningerne beskyttet mod overlast samt for, at han ikke overholdt, at tilførsel af brændstof til motoren skete gennem kobberrør, og for ikke at have den medbragte benzin opbevaret på forskriftsmæssig måde. Han havde ikke et godkendt redningsbælte for hver passager med, han havde ikke haft båden til et kontrolsyn, efter at den var blevet forsynet med ny motor, og endelig blev han dømt for at have haft 93 passagerer med, selv om båden kun var godkendt til 35 passagerer.
- Mindesten i Damparken afsløret på 50-årsdagen i 2009
- Mindestenen set fra sydøst
- På mindestenens bagside er de omkomnes navne oplistet